# Lubuk Segonang
Lubuk Segonang is een bestuurslaag in het regentschap Ogan Ilir van de provincie Zuid-Sumatra, Indonesië. Lubuk Segonang telt 953 inwoners (volkstelling 2010).